# Шлендакі
Шлендакі (пол. Szlędaki) — село в Польщі, у гміні Страхувка Воломінського повіту Мазовецького воєводства.
Населення — 29 осіб (2011).
У 1975-1998 роках село належало до Седлецького воєводства.

## Демографія
Демографічна структура станом на 31 березня 2011 року:
|          | Загалом | Допрацездатний вік | Працездатний вік | Постпрацездатний вік |
| -------- | ------- | ------------------ | ---------------- | -------------------- |
| Чоловіки | 13      | 0                  | 10               | 3                    |
| Жінки    | 16      | 2                  | 5                | 9                    |
| Разом    | 29      | 2                  | 15               | 12                   |